# Gefährlicher Freund
Gefährlicher Freund ist ein Dokumentarfilm des DEFA-Studios für populärwissenschaftliche Filme von Lothar Devaal aus dem Jahr 1959.

## Handlung
Ein etwa 19-jähriger junger Mann sitzt mit seinem Kollegen in einer Kneipe um ein Feierabendbier zu trinken. Als der geht, ist der Junge darüber verärgert und trinkt deshalb noch hektisch mehrere Schnäpse. Er fühlt sich dadurch immer stärker, verliert seine natürlichen Hemmungen sowie die Kritikfähigkeit und wird unternehmungslustiger. Als ein junges Mädchen die Kneipe betritt, um an der Theke etwas zu kaufen, geht er zu ihr hin und belästigt sie, wovon er nur durch das Einschreiten anderer Gäste abgehalten werden kann. Er geht wieder zu seinem Tisch und trinkt weiter, bis er total betrunken ist.
Es folgt ein längerer, detaillierter wissenschaftlicher Vortrag über die Wirkung des Alkohols im Körper eines Menschen und welchen Schaden er vor allem im Gehirn anrichtet.
Am Nebentisch sitzt ein etwas älterer Gast und bemerkt, dass jemand, der keinen Alkohol verträgt, die Finger davon lassen soll. Er selbst hat ebenfalls mehrere Biere getrunken, ist aber der Meinung, dass er qualifizierter damit umgegangen ist. Deshalb steigt er auch in den vor der Kneipe parkenden LKW und fährt damit durch Berlin. Äußerlich ist ihm nichts anzumerken, jedoch an seiner Fahrweise kann man die Wirkung des Alkoholgenusses erkennen. Bereits nach wenigen Metern fährt er an einer Straßenbahnhaltestelle fast in die Gruppe der ein- und aussteigenden Leute hinein. Ein paar Ecken weiter fährt er auf einen Lieferwagen auf, was aber ein Verkehrspolizist beobachtet, der auch feststellt, dass der Fahrer Alkohol getrunken hat, weshalb er in ein Krankenhaus gebracht wird, in dem seine Fahrtüchtigkeit untersucht wird, die er natürlich wegen seiner verminderten Reaktionsfähigkeit nicht mehr besitzt. 
Es gibt kein Mittel, welches die Wirkung des Alkohols aufhebt, auch Schlaf hilft nicht. Das muss auch der junge Mann feststellen, der am nächsten Tag seinem Beruf als Kranfahrer beim Wohnungsbau nachgehen will. Am Abend ist er mit etwa 2,5 Promille ins Bett gegangen und hat nach acht Stunden Schlaf immer noch etwa 1,3 Promille Alkohol im Blut, was man an seinen Reaktionen erkennen kann. Als er einen frisch gemauerten Pfeiler mit seinem Kran wegen Unachtsamkeit wieder einreißt, haben seine Kollegen genug von ihm und werfen ihn vom Kran. 
Über den gesamten Film weist der Kommentator auf die Zusammenhänge bei übermäßigem Alkoholkonsum hin und klärt über die Folgen auf.

## Produktion und Veröffentlichung
Die Außenaufnahmen in Berlin entstanden unter anderem vor der Kneipe Bötzow Privat in der Tucholskystraße Ecke Linienstraße, in der Friedrichstraße, Chausseestraße und in der Karl-Liebknecht-Straße Ecke Münzstraße.
Die Dramaturgie lag in den Händen von Lothar Seiffert, für die medizinische Beratung war Dr, Kurt Scheidler zuständig.
Der Schwarzweißfilm Gefährlicher Freund wurde im DEFA-Studio für populärwissenschaftliche Filme unter dem Arbeitstitel Alkohol und Gesundheit gedreht und am 29. Mai 1959 das erste Mal aufgeführt.